# Dzong
Dzong arhitektura je poseben tip trdnjave ((Wylie: rdzong, IPA: [tzʱoŋ˩˨] - 'trdnjava') arhitekture, ki jo najdemo v glavnem na območju Butana in Tibeta na Kitajskem. Ta arhitektura je slogovno masivna, s stolpastimi zunanjimi zidovi, ki obkrožajo kompleks dvorišč, templjev, administrativnih uradov in bivališč menihov.

## Značilnosti
Poseben videz vključuje:
- Visoke v notranjost nagnjene zidove iz opeke in kamna, pobeljene, z malo ali brez oken v spodnjih delih zidov.
- Uporaba rdeče oker črte obkrožene blizu vrha zidov, včasih prekinjene z velikimi zlatimi krogi.
- Uporaba edinstvenega sloga razgibanih streh na vrhu notranjih templjev.
- Masivna vhodna vrata iz lesa in železa.
- Notranja dvorišča in templji so svetlo obarvani z budistični tematskimi motivi, na primer aštamangala ali svastiko.

## Regijske razlike

### Butan
Dzongi služijo kot religiozni, vojaški in administrativni ter družabni centri okrožja ali okraja. Običajno v njih potekajo letni tšeču ali verski festivali.
Prostori znotraj dzonga so tipično namenjeni polovično administrativni funkciji (kot npr. uradu penlopa ali guvernerja) in druga polovica religioznim namenom, prvenstveno za tempelj in nastanitev menihov. Ta delitev med administrativno in versko funkcijo odraža idealiziran dualinost oblasti med religiozno in upravno vejo oblasti.

### Tibet
Tibet je razdeljen na 53 prefekturnih okrajev, ki se tudi imenujejo dzong. Obstajala sta dva dzongpöna ali upravnika za vsak dzong, lama in laik. Imela sta tako civilno in vojaško oblast in bila enaka v vseh vidikih, čeprav podrejena generalom in kitajskim ambanom v vojaških zadevah, do izgona ambanov po Xinhai revoluciji leta 1912. Sedaj je 71 okrajev v Avtonomni regiji Tibet imenovanih dzong v tibetanščini.

## Vloga dzongov
Arhitektura butanskih dzongov je dosegla svoj zenit v 17. stoletju pod vodstvom Ngavang Namgjala, prvega šabdrung Rinpočeja. Šabdrung se je zanašal na sistem vizije dzongov kot sedežev oblasti. Moderni vojaški strategi ugotavljajo, da so dzongi zelo dobro postavljeni za opravljanje njihove funkcije kot obrambnih trdnjav. Vangdue Phodrang dzong na primer, je postavljen na točko nadzora sotočja dveh rek Puna Čhu in Tang Čhu (v nadaljevanju z imenom Sankoš), z namenom blokiranja vsakega napada južnih napadalcev, ki bi poskušali uporabiti rečno pot namesto brezpotij srednje Himalaje za napad na centralni Butan. Drukgjal dzong na začetku doline Paro varuje tradicionalno pot za Tibetansko invazijo preko prelazov v Visoki Himalaji.
Dzongi so bili običajno zgrajeni na vrhu hriba ali gorskega grebena. Če pa je bil grad/trdnjava ali dzong zgrajen v dolini, je bil manjši razgledni stolp zgrajen na hribu nad glavnim dzongom z namenom, da brežino pustijo čisto pred napadalci, ki bi sicer lahko streljali na dvorišče glavnega dzonga ležečega pod njim.
Punakha dzong se razlikuje v tem, da je na relativni ravnini ob sotočju rek Mo in Pho. Reki obkrožata dzong s treh strani in ga tako varujeta pred napadom.

## Gradnja
Po tradiciji so dzonge gradili brez arhitekturnega načrta. Gradnja je potekala pod nadzorom in navodili visokega lame, ki je ugotavljal vse dimenzije po duhovni inspiraciji.
V fevdalnem času so bile utrdbe oziroma dzongi zgrajeni s tlačanskim delom. Vsaka tlačanska družina je morala zagotoviti ali najeti določeno število delavcev, da so delali nekaj mesecev (ko ni bilo dela na polju) na izgradnji dzonga. 
Dzongi imajo masivne zidane zidove, ki obdajajo eno ali več dvorišč. Glavni funkcionalni prostori so običajno razdeljeni na dve ločeni področji: upravne pisarne in prostore za verske funkcije - vključno s templji in prostori za namestitev menihov. Ta nastanitev je razporejena vzdolž notranjosti zunanjih zidov in pogosto tudi kot ločen kamniti stolp, ki stoji na sredini notranjega dvorišča in v katerem je glavni tempelj, ki se lahko uporabi tudi kot notranja obrambna trdnjava. Večji prostori, kot je tempelj, imajo masivne notranje lesene stebre in tramove, ki ustvarjajo galerije okrog odprtega osrednjega območja. Manjše strukture so izredno umetelno izrezljane in poslikane lesene konstrukcije.
Strehe so masivno izdelane v trdem lesu in bambusu, močno okrašene na stropovih ter tradicionalno narejene brez uporabe žebljev. Na straneh pod samo streho so odprtine, da zagotovijo prezračevan prostor za shranjevanje. Tradicionalno so bile pokrite z lesom (skodla), ki je bila obtežen s kamni, jih pa sedaj nadomeščajo pločevinaste kritine.  
Dvorišča, ki so ponavadi kamnita, so na splošno na višji ravni od zunanjosti. Nanje se vzpne po masivnih stopniščih in čez ozka masivna velika lesena vrata. Vsa vrata imajo pragove, ki preprečujejo vstop duhov. Templji so običajno postavljeni na nivoju nad dvoriščem z dodatnimi stopnišči do njih.
- Punakha Dzong in reka Mo
- Simtokha Dzong blizu Thimphuja
- Dvorišče in stolp v Rinpung Dzong pri Paru, Butan

## UNESCO lista dediščine
Butanska vlada je leta 2012 predlagala uvrstitev petih dzongov na začasno listo Unescovega seznama kulturne dediščine za vpis v bodočnosti. Teh pet dzongov so: Punaka Dzong, Vangdi Fodrang Dzong, Paro Dzong, Trongsa Dzong in Dagana Dzong.